# 朱楼镇
朱楼镇，是中华人民共和国安徽省宿州市砀山县下辖的一个乡镇级行政单位。

## 行政区划
朱楼镇下辖以下地区：
朱楼村、王湾村、梁寨村、邵楼村、邵寨村、邵庄村和陈寨村。